# Thenailles
Thenailles é uma comuna francesa na região administrativa de Altos da França, no departamento de Aisne. Estende-se por uma área de 16,43 km². Em 2010 a comuna tinha 226 habitantes (densidade: 13,8 hab./km²).